# Catedrala Notre-Dame din Reims
Notre-Dame din Reims este o biserică romano-catolică situată în Reims, în Champagne-Ardenne, Franța. Ea este catedrala Arhidiecezei de Reims. Construcția sa debutând la începutul secolului al XIII-lea, este posterioară Catedralei Notre-Dame din Paris și Catedralei Notre-Dame din Chartres, dar anterioară Catedralei Notre-Dame din Strasbourg, Catedralei Notre-Dame din Amiens și Catedralei din Beauvais. Consacrată Fecioarei Maria, construcția catedralei a fost terminată în secolul al XIV-lea.
Este vorba de una dintre realizările majore ale stilului gotic în Franța, atât pentru arhitectura sa cât și pentru statuile sale, care sunt nu mai puțin de 2.303. Catedrala se înscrie, prin acestea, în Patrimoniul mondial UNESCO din 1991. Unul din cele mai căutate locuri ale turismului din Champagne, catedrala a primit 1.500.000 de vizitatori, în 2007.

## Istorie
Potrivit istoricului, poetului și cronicarului Flodoard (~894-966), Sfântul Nicasiu, episcop de Reims, a fondat prima catedrală din Reims la începutul secolului al V-lea, probabil spre anul 401, pe vechile terme gallo-romane. Se situa nu departe de bazilica precedentă, cea a Sfinților Apostoli, ridicată sub Betause. În fața ușii catedralei sale, deja dedicată Maicii Domnului, Sfântul Nicasiu a fost decapitat de vandali în 407 sau de huni în 451. Se pare că cea de-a doua dată este cea corectă deoarece Bazilica Santa Maria Maggiore, considerată ca fiind prima biserică consacrate Fecioarei Maria, datează din 430. Cu toate acestea, Patrick Demouy îl vede pe Sfântul Nicasiu drept « un precursor al cultului marial »Citare goală (ajutor). Edificiul măsura atunci cca 20 m x 55 m. În această catedrală episcopul Remi din Reims l-a botezat pe Clovis, într-o zi de 25 decembrie. Anul acestei celebrări este un subiect de dezbatere și este situat între 496 și 499. Un baptisteriu a fost construit în secolul al VI-lea, la nord de edificiul actual. Planul său era pătrat în exterior și circular în interior.
În 816 Ludovic cel Pios a fost primul monarh francez care a fost încoronat la Reims, de către Papa Ștefan al IV-lea. Celebrarea încoronării a pus în evidență starea proastă a edificiului, care a devenit atunci sediu al unei arhiepiscopii. Actuala catedrala gotică a fost construită între anii 1211-1275, fiind o capodoperă a goticului francez. În timpul Războiului de 100 de ani (1337-1453), orașul Reims a fost asediat de trupele engleze și în cele din urmă cucerit, catedrala trecând sub controlul lor. Mai târziu, orașul a fost eliberat de eroina franceză Ioana d'Arc. 
În anul 1875 Adunarea Națională a Franței a hotărât acordarea sumei de 80.000 de lire pentru restaurarea fațadei și a interiorului catedralei, devastate în timpul Revoluției franceze. 
La 19 septembrie 1914 douăzeci și cinci de obuze ale artileriei germane au atins catedrala, deteriorând-o, însă a fost renovată din nou după război. Astăzi Reims este celebru pentru catedrala sa, fiind considerată una dintre cele mai frumoase din lume.

## Fotogalerie

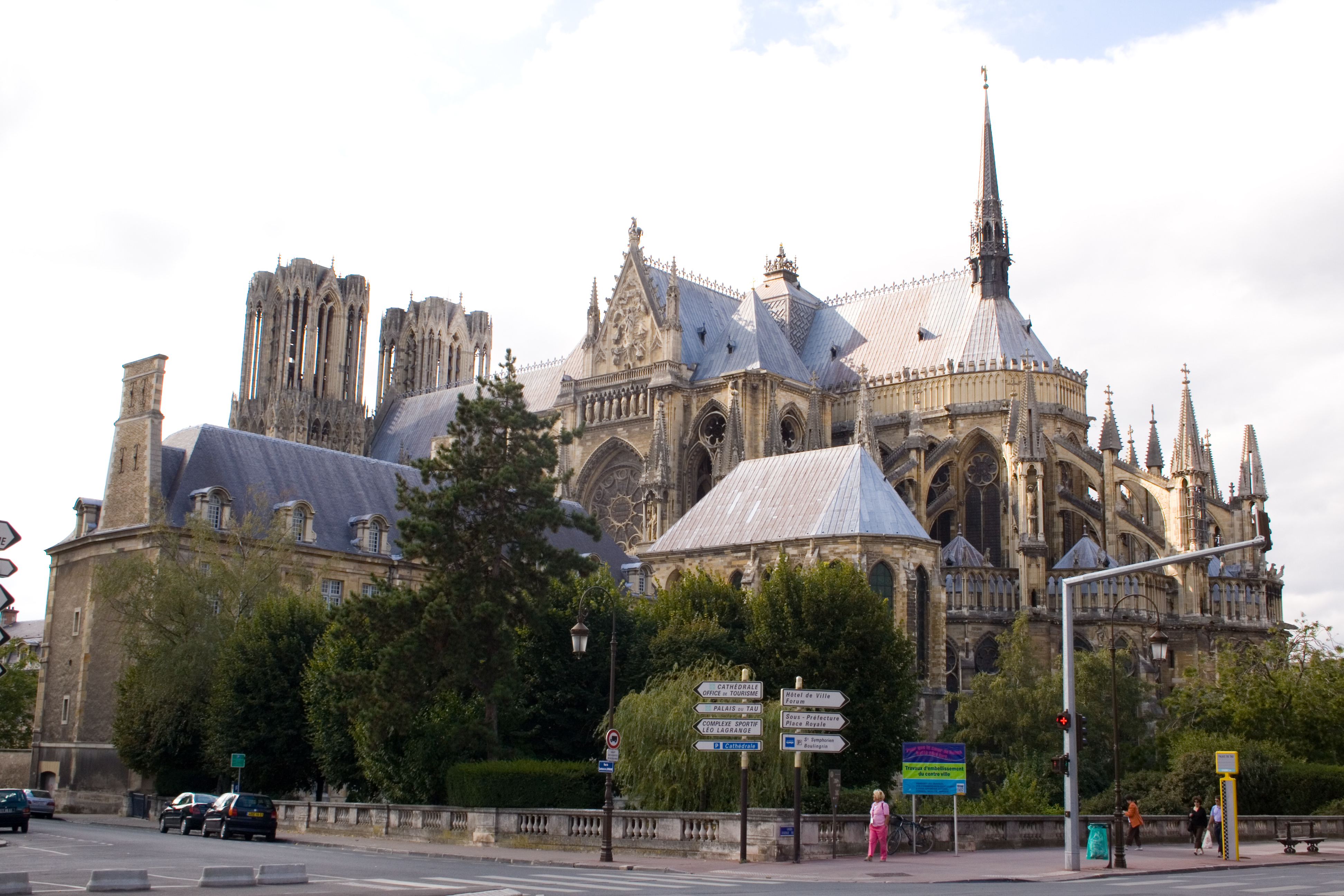
Imagine din lateral.
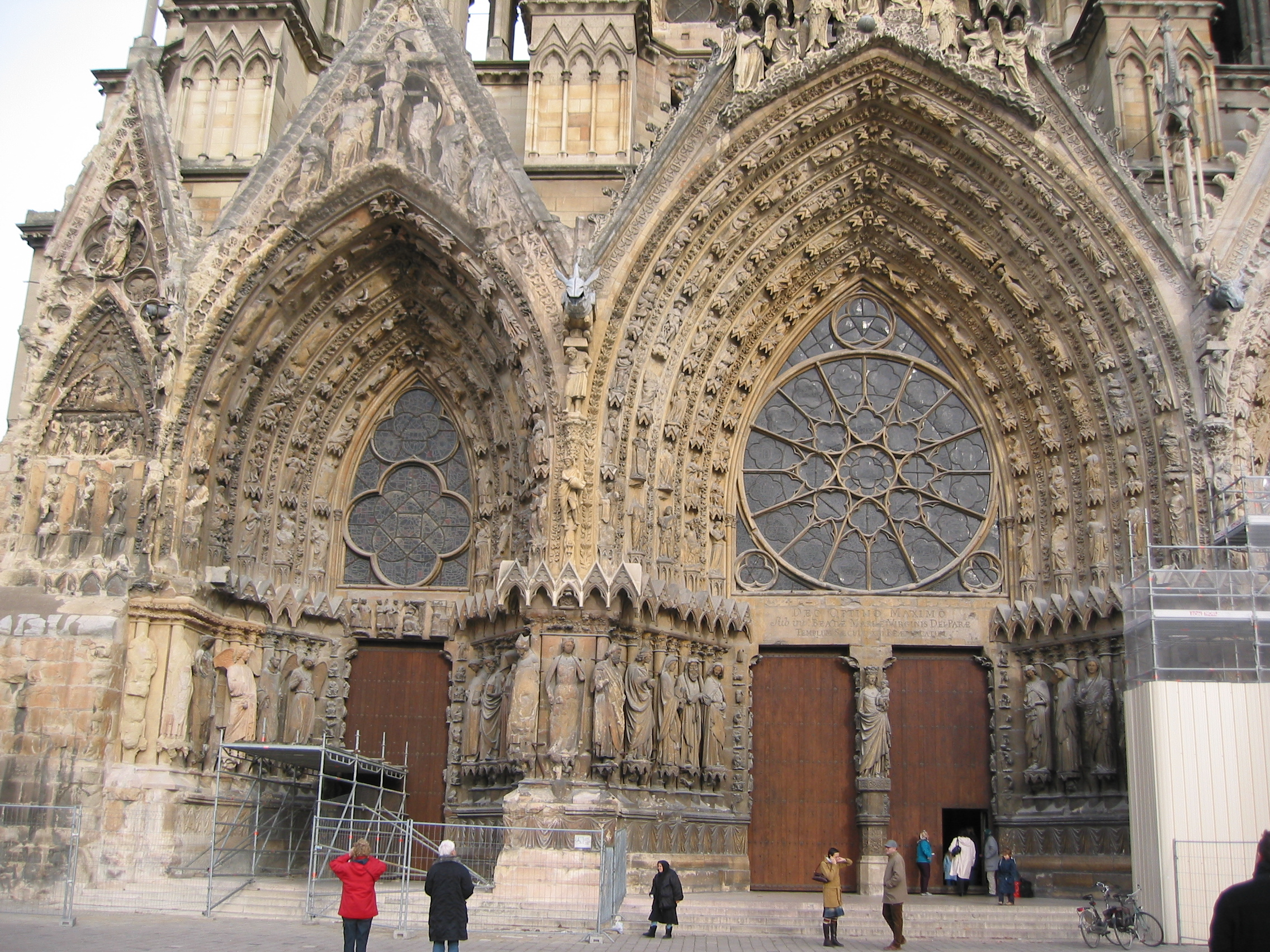
Portalurile de la intrare.
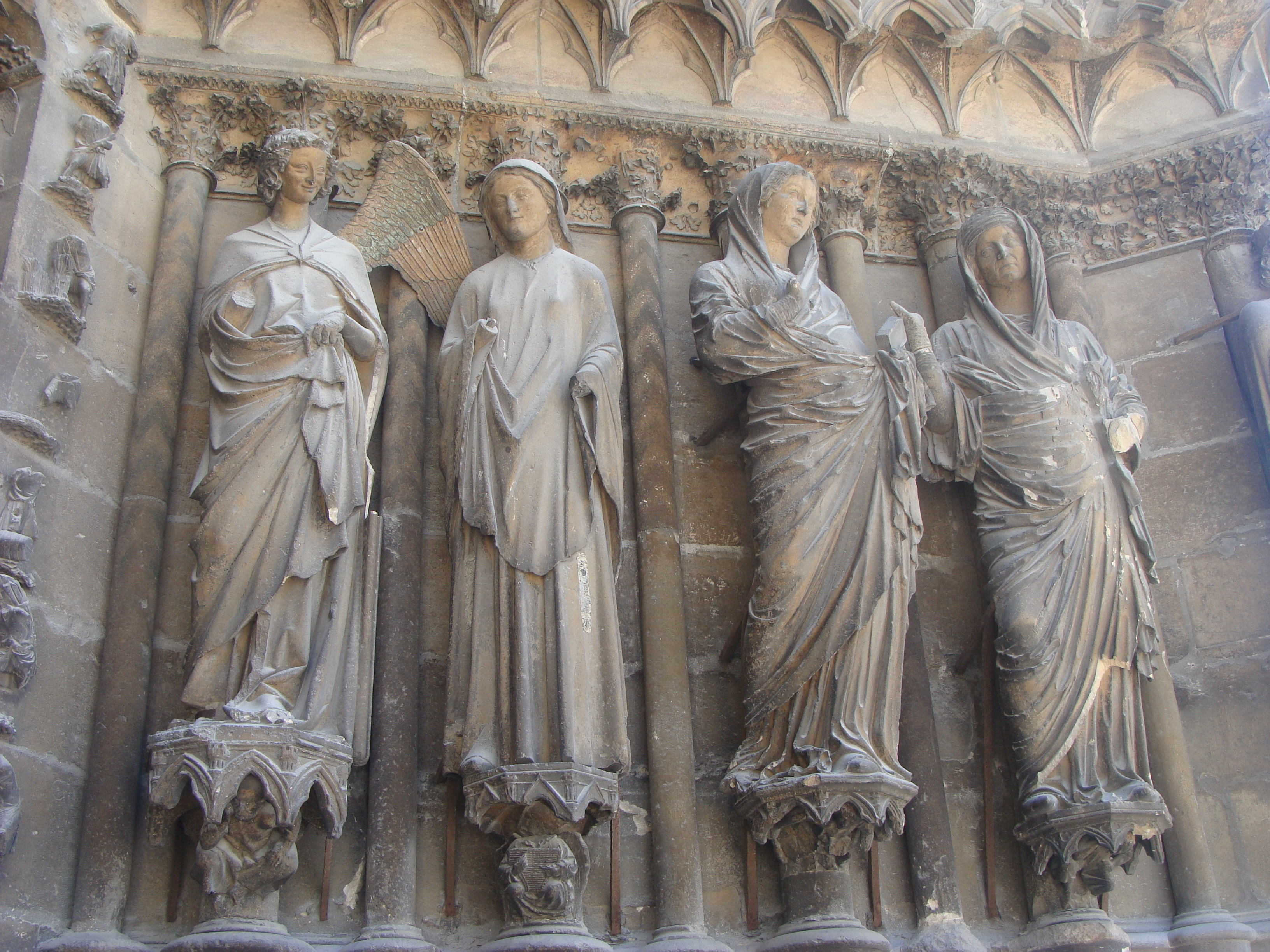
Statui pe fațadă.
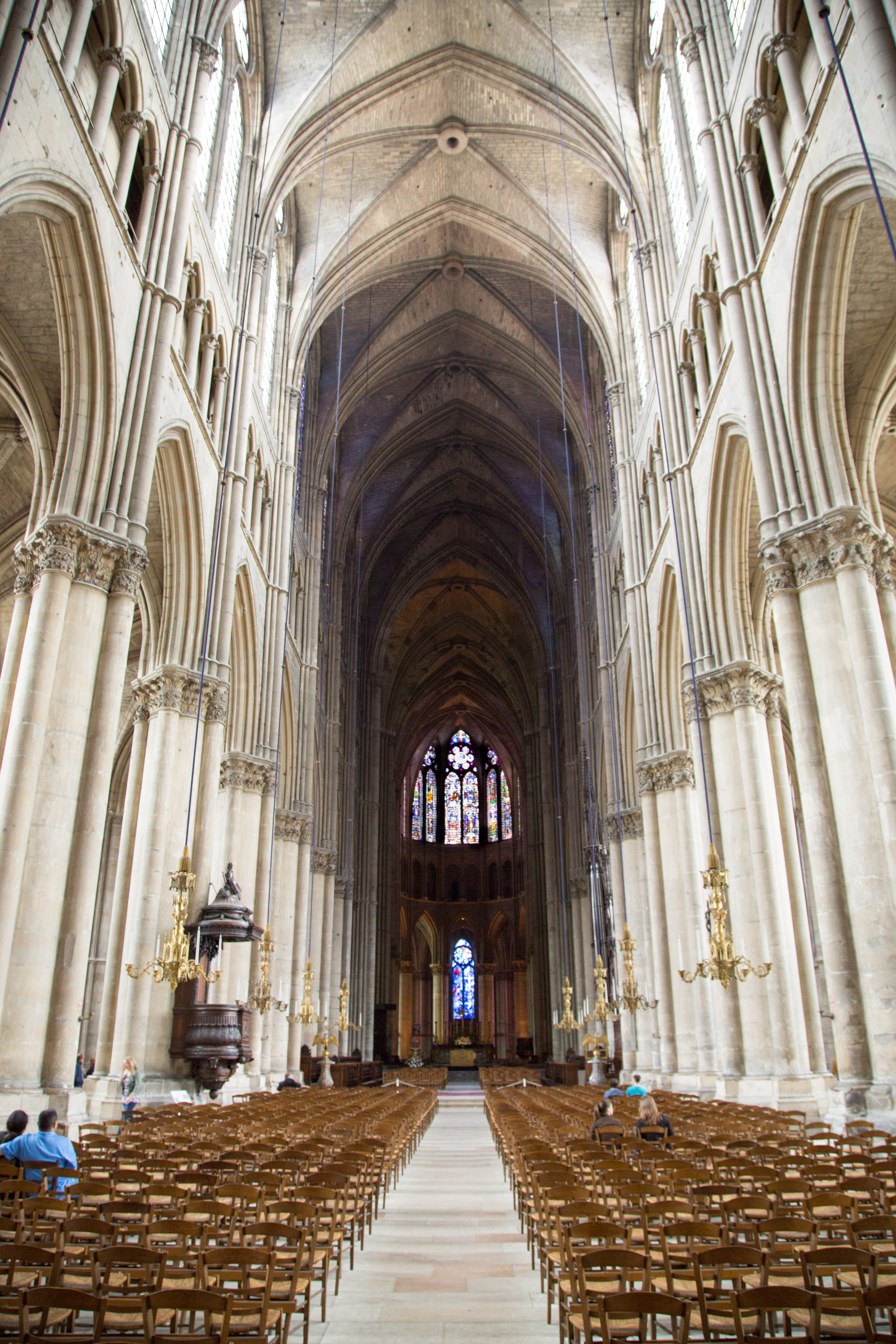
Interior.
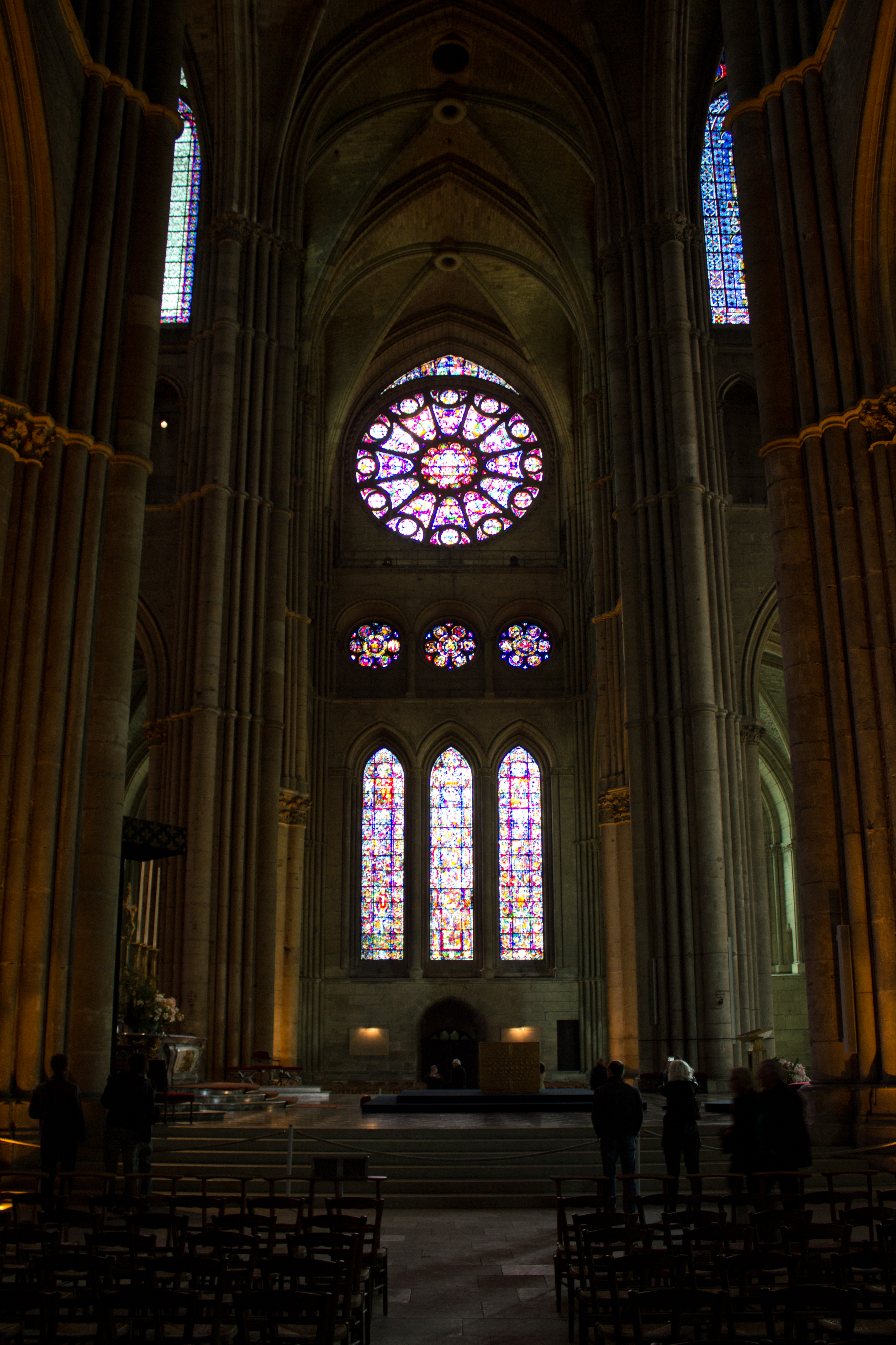
Rozetă, interior.
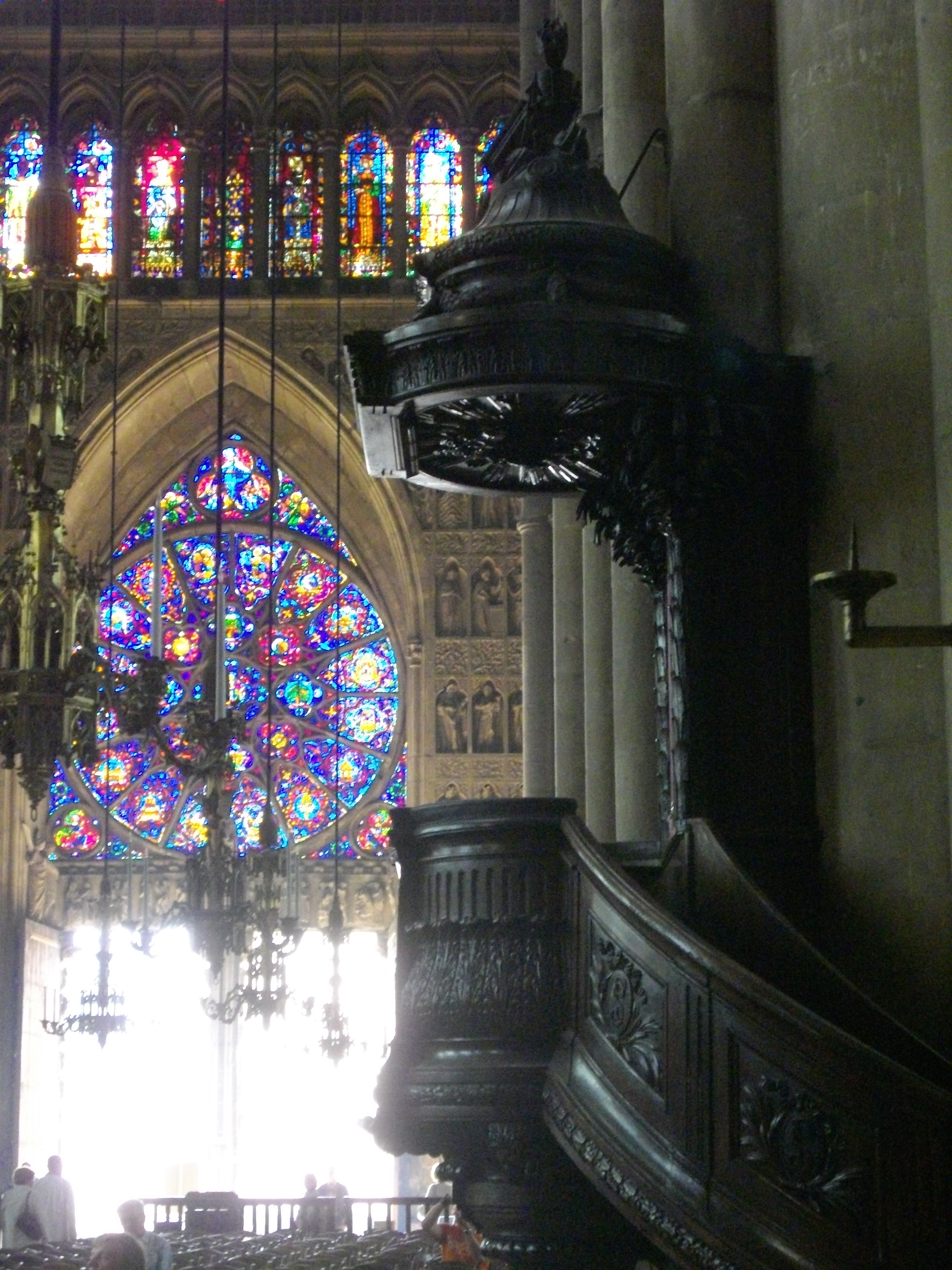
Amvonul.